# پایگاه فضایی بین کهکشانی گریتر گرین ریور
پایگاه فضایی بین کهکشانی گریتر گرین ریور (به انگلیسی: Greater Green River Intergalactic Spaceport) (به زبان بومی: Green River Spaceport) یک فرودگاه همگانی بهره‌برداری هوایی است که یک باند فرود خاک دارد و طول باند آن ۱۷۶۸ متر است. این فرودگاه در کشور ایالات متحده آمریکا قرار دارد و در ارتفاع ۲۱۸۹ متری از سطح دریا واقع شده‌است.